# 小原裕贵 (1980年)
小原裕貴（Yuki Kohara，1980年5月21日—），日本前演員、前藝人。前Johnny's Jr. 小傑尼斯，岡山縣出身。
亞細亞大學經濟學系畢業。演藝界引退後，在日本知名廣告公司博報堂勤務。

## 來歷
- 1991年1月25日當時小學4年級時，因親戚將個人資料寄至傑尼斯事務所，因此加入Jr.。
- Johnny's Jr. 小傑尼斯時，曾加入團體FIVE、Musical Academy，與原知宏共組ハラハラコンビ。
- 2000年9月3日，Johnny's Jr. 日本三大巨蛋演唱會，首場在大阪巨蛋公演中，以『專心學業為主,決定退出事務所』之事突然發表，同年10月15日演唱會最終場於東京巨蛋正式於Jr.退出。
- 大學畢業後，於知名廣告公司博報堂就職。
- 2010年10月15日日本TBS節目A-Studio以二宮和也親友身份接受訪問。[2]

## Johnny's Jr. 小傑尼斯時參加之團體
- J-Eleven
- ハラハラコンビ
- ミラクルスリー
- TOKYO
- FIVE
- 川野バンド
- ゼウス
- Musical Academy

## 演出

### 連續劇
- 大江戸風雲伝（1994年、NHK）河合保之助（幼少期）役
- シャドウ商会変奇郎（1996年、朝日電視台）絵柿道夫役
- 感應少年EIJI（サイコメトラーEIJI）（1997年、日本電視台）葛西裕介役
- 我們的勇氣～未滿都市（ぼくらの勇気 未満都市）（1997年、日本電視台）キイチ役
  - ぼくらの勇気 未満都市2017（2017年7月21日、日本電視台）キイチ役 [3]
- BOYS BE…Jr. 第7回主演「お邪魔でカップル5×5」（1998年、日本電視台）影山良太役
- BOYS BE…Jr. 第10回主演「イケてる男大改造計画」（1998年、日本電視台）近藤武役
- 熱血恋愛道 CASE 8 主演「天秤座のB型Boy」（1999年、日本電視台）星川健司役
- 怖い日曜日「赤い車」（1999年、日本電視台）
- サイコメトラーEIJI2（1999年、日本電視台）葛西裕介役
- おふくろシリーズ(16)おふくろの歓喜の歌（2000年、富士電視台）檜山淳役
- サイコメトラーEIJI SP（2000年、日本電視台）葛西裕介役
- 七人のサムライ J家の反乱（1999年 - 2000年、朝日放送）城之内裕貴役

### 電影
- 新宿少年偵探團(1998年、松竹)
- 玻璃之腦[4](2000年、日活)主演

### 舞台劇
- SMAP Musical 聖闘士星矢（1991年、青山劇場）- 天使 役
- 少年隊 Musical PLAYZONE'92 さらばDiary（1992年、青山劇場）- チビ 役
- Johnny's fantasyー KYO TO KYO（1997年、シアター1200/現京都劇場）- 武蔵坊弁慶 役など

### 演唱會/活動
- 傑尼斯大運動会（年一回開催、1995年-1999年、東京巨蛋）
- LAWSON PRESENTS ALLジャニーズJr. 1st CONCERT（1998年2月、橫濱體育館・大阪城ホール・名古屋市總合體育館）
- Johnny's Jr. Summer Concert '98（1998年7月-8月）
- 第80回全國高等學棒球選手權大會開會式（1998年8月、甲子園球場）
- ジャニーズJr. Winter Concert（1998年12月-1999年1月）- SOLO曲目「運命はノンストップGO GO GO」
- Fresh Spring Concert'99 Johnny's Senior Junior（1999年5月-6月）- SOLO曲目「青いイナズマ」
- Johnny's Jr. 特急投球CONCERT（1999年10月、東京巨蛋）- SOLO曲目「どんないいこと」
- 第12回東京國際電影祭特別招待作品「玻璃之腦」舞台招乎（1999年11月、涉谷公会堂）
- Johnny's Jr. Spring Concert 2000（2000年4月-5月）- SOLO曲目「BASKET　CASE」
- Johnny's Jr. Autumn Concert 2000（2000年9月-10月、東京巨蛋・大阪巨蛋・名古屋巨蛋）